# Lijst van oorlogsmonumenten in Goes
De Nederlandse gemeente Goes heeft 10 oorlogsmonumenten. Hieronder een overzicht.
| Nr.                             | Object                                                                   | Herdachte groep | Ontwerper                                                   | Onthulling    | Type               | Locatie                             | Plaats                   | Coördinaten                   | Foto                                                                     |
| ------------------------------- | ------------------------------------------------------------------------ | --- | ----------------------------------------------------------- | ------------- | ------------------ | ----------------------------------- | ------------------------ | ----------------------------- | ------------------------------------------------------------------------ |
| 676                             | Monument aan het gemeentehuis                                            | algemeen |                                                             |               | plaquette          |                                     | Wolphaartsdijk           | 51° 31' 44" NB, 3° 49' 18" OL |                                                                          |
| 1099                            | Oorlogsmonument                                                          | militairen in dienst van het Ned. Kon. na 1945, verzet Nederland                                                   | A.D. Copier                                                 | 1 juni 1948   | plaquette          | Grote Markt, 4461 AH                | Goes                     | 51° 30' 17" NB, 3° 53' 26" OL | Oorlogsmonument                                                          |
| 1101                            | Oorlogsmonument                                                          | burgerslachtoffers                                                                                                 | Philip ten Klooster                                         | 1949          | gedenksteen        | Plein 1, 4472 AT                    | 's Heer Hendrikskinderen | 51° 30' 7" NB, 3° 51' 46" OL  |                                                                          |
| 1103                            | Grafmonument                                                             | Canadese soldaat & burgerslachtoffers                                                                              |                                                             | 4 mei 1950    | begraafplaats/graf | Kapelseweg                          | Kloetinge                | 51° 29' 43" NB, 3° 55' 43" OL | Grafmonument                                                             |
| 1104                            | Monument bij de N.H. kerk                                                | burgerslachtoffers                                                                                                 | Philip ten Klooster                                         |               | zuil               | Torenring, 4458 BC                  | 's Heer Arendskerke      | 51° 29' 32" NB, 3° 49' 23" OL | Monument bij de N.H. kerk                                                |
| 2310                            | Plaquette in het NS-station (3) voor Johannes Stevens                    | burgerslachtoffers                                                                                                 | Ir. H.G.J. Schelling (ontwerp), H.J. Winkelman (uitvoering) |               | plaquette          | Stationsplein 2, 4461 HP            | Goes                     | 51° 29' 56" NB, 3° 53' 26" OL | Plaquette in het NS-station (3) voor Johannes Stevens                    |
| 2312                            | Plaquette in het NS-station (2) voor Jan P. Rijnberg                     | burgerslachtoffers                                                                                                 | Ir. H.G.J. Schelling (ontwerp), H.J. Winkelman (uitvoering) |               | plaquette          | Stationsplein 2, 4461 HP            | Goes                     | 51° 29' 56" NB, 3° 53' 26" OL | Plaquette in het NS-station (2) voor Jan P. Rijnberg                     |
| 2313                            | Plaquette in het NS-station (1) voor S. Buys, H. Kanning en G. van Noord | burgerslachtoffers                                                                                                 | Ir. H.G.J. Schelling (ontwerp), H.J. Winkelman (uitvoering) |               | plaquette          | Stationsplein 2, 4461 HP            | Goes                     | 51° 29' 56" NB, 3° 53' 26" OL | Plaquette in het NS-station (1) voor S. Buys, H. Kanning en G. van Noord |
| 3605                            | Oorlogsmonument                                                          | militairen in dienst van het Ned. Kon. na 1945, militairen in dienst van het Ned. Kon. 1940-1945, verzet Nederland | Wim Bakker en Wim Veerhoek                                  | 15 april 2011 | beeld/sculptuur    | Wolfertsplein, 4471 BC              | Wolphaartsdijk           | 51° 31' 48" NB, 3° 49' 18" OL |                                                                          |
| Dit oorlogsmonument op Wikidata | Stolpersteine                                                            | vervolgden Nederland                                                                                               | Gunter Demnig                                               |               | reliëf             | Zie Lijst van Stolpersteine in Goes | Goes                     |                               |                                                                          |

Borsele ·
Goes ·
Hulst ·
Kapelle ·
Middelburg ·
Noord-Beveland ·
Reimerswaal ·
Schouwen-Duiveland ·
Sluis ·
Terneuzen ·
Tholen ·
Veere ·
Vlissingen